# Маслич, Александр Валерьевич
Александр Валерьевич Маслич (1971, Алейск, Алтайский край, РСФСР, СССР — 2015, колония «Чёрный дельфин», Соль-Илецк, Оренбургская область, Россия) — советский и российский серийный убийца. В период с 1989 по 1996 год убил 5 человек. Исключительность делу Маслича придаёт тот факт, что четыре из пяти убийств он совершил в местах лишения свободы, а также поедал в пищу внутренние органы и плоть своих жертв, вследствие чего получил прозвища «Алтайский каннибал» и «Тюремный каннибал».

## Биография

### Детство
Александр Маслич родился в Алейске (Алтайский край) в 1971 году. Детство и юность Александра прошли в социально неблагополучной обстановке, оба родителя были хроническими алкоголиками. По словам Маслича, его отец также страдал наркотической зависимостью, и поэтому он родился с больным мозгом. В детстве Маслич был склонен к хулиганству и бродяжничеству, убегал из дома после насилия со стороны родителей. Отличался хронической неуспеваемостью. Маслич состоял на учёте в детской комнате милиции и не раз попадал в неё. В 12 лет, в связи со своим плохим поведением и пьянством родителей, был определён в интернат для трудных подростков. В интернате подвергался физическому, психическому и сексуальному насилию со стороны старших воспитанников. После интерната вёл криминальный и антисоциальный образ жизни, начал совершать угоны и грабежи.

### Убийства и приговоры
В 1989 году во время очередного корыстного преступления он убил жертву. Отбывал наказание в барнаульском посёлке Куета. В тюрьме запомнился своим неуживчивым характером, часто ссорился и конфликтовал с другими заключёнными.
В 1991 году он задушил сокамерника и был приговорён к 12 годам строгого режима. Первоначально преступника перевели в барнаульский следственный изолятор-1. 
Там он совершил третье убийство. В изоляторе Маслич стал делить камеру с педофилом-убийцей. Однажды между ними произошёл конфликт, и Маслич избил его. Через пару дней конфликт повторился, и Маслич решил убить его и сымитировать акт каннибализма, дабы следователи усомнились в его адекватности и отправили на судебно-медицинскую экспертизу в Институт Сербского. Маслич задушил его удавкой, вскрыл труп заточкой из стержня шариковой ручки, вынул сердце и сварил его в металлической кружке, однако есть не стал. 
Как особо опасного преступника Маслича перевели в штрафной изолятор Рубцовска, где он находился в камере с 25-летним Алексеем Голузовым и 23-летним Алексеем Дзюбой. К этому моменту Маслич имел уже четыре судимости. Однажды в изоляторе Дзюба начал рассказывать о его плане кого-нибудь убить и заняться каннибализмом, для отправления на судебно-психиатрическую экспертизу. Эту идею активно подхватил Маслич. Он даже повесил плакат в камере с надписью «Хочется кого-нибудь съесть» и картинкой с расчленённым человечком. Сокамерники решили осуществить план на четвёртом подселенце, но тот оказался физически крепким, дал отпор и наутро был переведён в другую камеру. Тогда Маслич с Голузовым решили убить Дзюбу. Ночью Маслич накинул Дзюбе тесёмку на шею, Голузов обхватил его за ноги. После того, как Дзюба был задушен, Маслич сломанным лезвием бритвы вскрыл ему брюшную полость, вырвал сердце и печень, отрезал часть ягодицы. Всё это сварили в бачке над унитазом, запалив факелом, скрученным в жгут из одеяла и части одежды Дзюбы. Маслич съел кусочек печени, Голузов есть отказался. Наутро Маслич с Голузовым сами признались в убийстве. Как они и хотели, их отправили на судебно-психиатрическую экспертизу, которая признала обоих вменяемыми и выявила, что они симулировали каннибализм.
В 1996 году Маслич убил ещё одного заключённого, не отдававшего ему карточный долг. Голузова приговорили к 15 годам колонии, Маслича — к смертной казни, заменённой на пожизненное лишение свободы. В ноябре 2000 года Маслич первым этапом прибыл в колонию для пожизненно осуждённых «Чёрный дельфин», расположенную в городе Соль-Илецк Оренбургской области. В 2015 году Маслич скончался в колонии «Чёрный дельфин», точные обстоятельства смерти остались неизвестными.

## В массовой культуре
В 2005 году на телеканале НТВ вышел спецрепортаж под названием «Чистосердечное признание. Людоеды», где Александр Маслич был одним из главных героев наряду с Владимиром Николаевым и Михаилом Малышевым. В интервью убийца пытался переложить вину на убитого им же заключённого Дзюбу и жаловался на здоровье.
В 2008 году Маслич вновь дал интервью, на этот раз в программе «Приговорённые пожизненно», в котором жаловался на условия содержания и потерю здоровья.